# Giulio Ulisse Arata

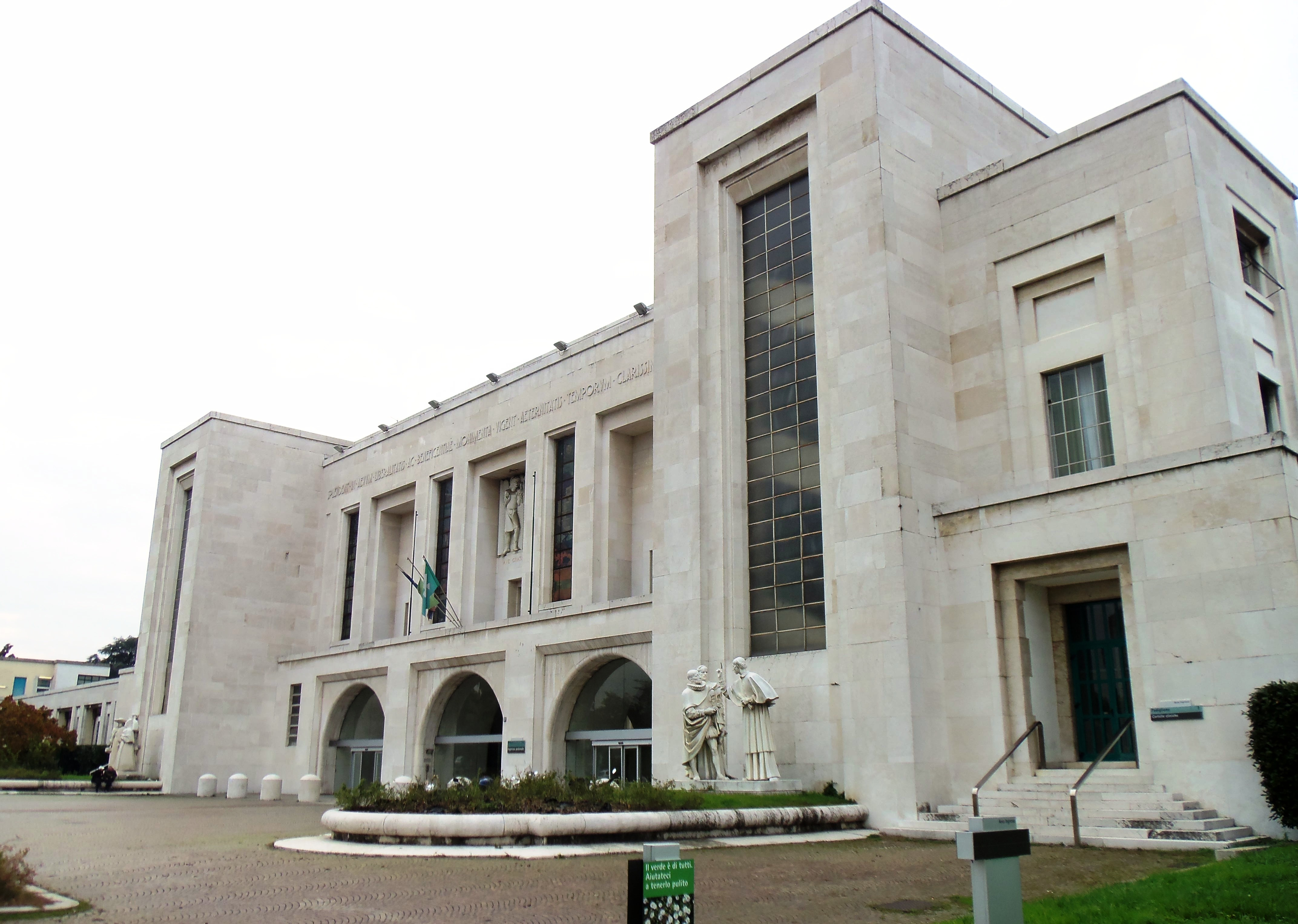
Ospedale Niguarda, Mailand

Giulio Ulisse Arata (* 21. August 1881 in Piacenza; † 15. September 1962 ebenda) war ein italienischer Architekt, dessen frühe Bauten von Formen des Jugendstils inspiriert sind.
Arata besuchte das Collegium Alberoni und von 1895 bis 1898 die örtliche Kunstschule „Gazzola“.
Nach seinem Abschluss leistete er in Neapel Militärdienst und war als Stuckateur tätig.
Anschließend belegte er bis 1901 an der in Mailand Accademia di Belle Arti di Brera Kurse in Architektur und setzte bei Luigi Rosso in Rom seine Studien fort.
An der Accademia di Belle Arti di Parma lehrte er ein Jahr als Professor.

## Werke

### Mailand
- Casa Carugati-Felisari, Via Mascheroni, 1907–1908
- Casa Berri-Meregalli, Via Cappuccini, 1910er Jahre
- Nuovo Ospedale Maggiore, 1920–1930
- Palazzo Pathé, Via Settembrini 11, 1902–1904, vorm. Pathé Cinemà, heute Di Baio Editore

### Neapel

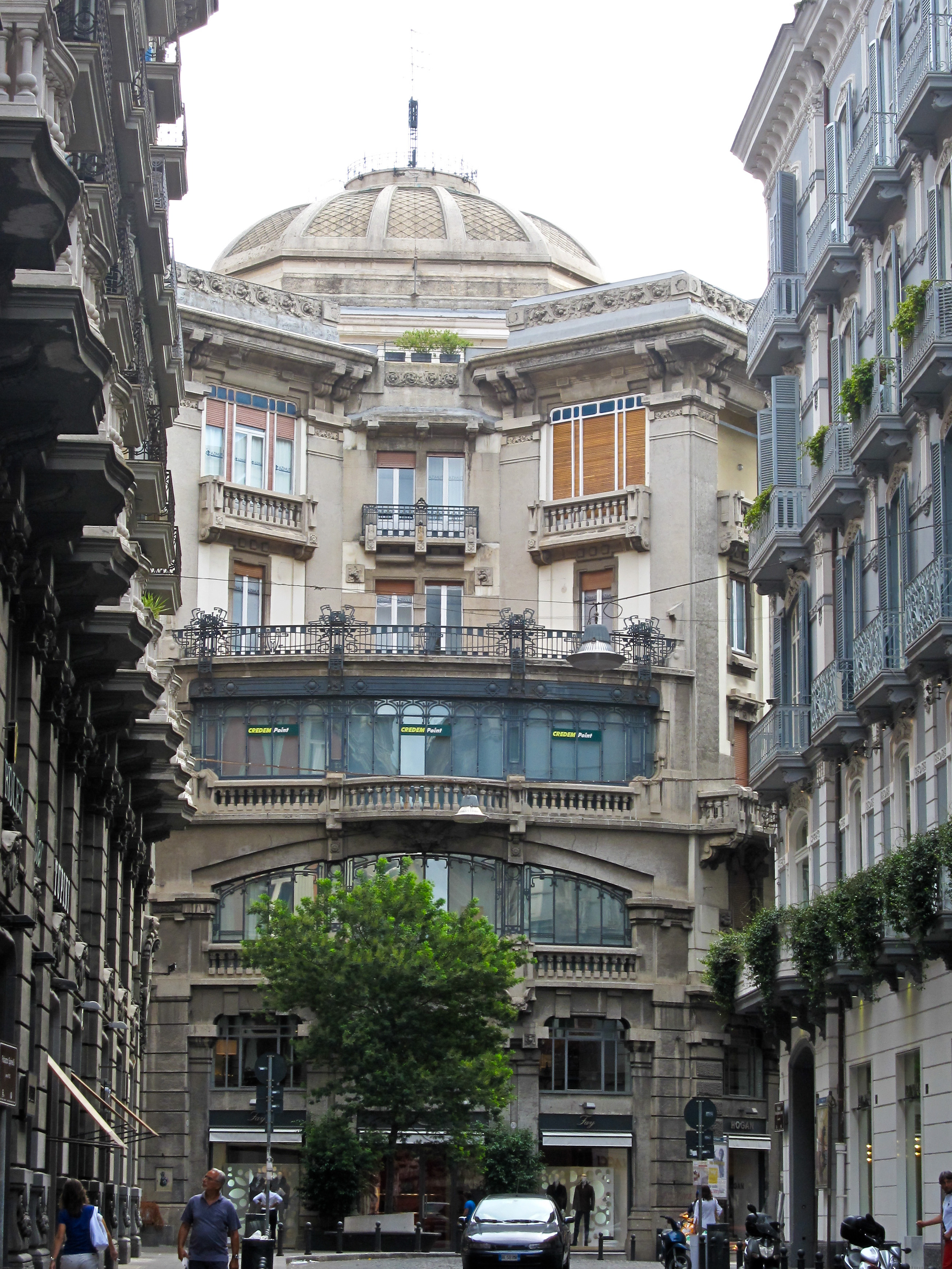
Palazzo Mannajuolo an der via Filangieri

- Gebäude im Stadtteil Rione Amedeo, Anfang 20. Jh.
- Palazzo Mannajuolo, Via Filangieri, 1907–1908
- Palazzo Cottrau Ricciardi, Rione Amedeo, 1925–1926
- Terme di Agnano, 1910–1911, abgerissen 1961
- Palazzo Leonetti, Via dei Mille, 1909
- Palazzina Paradisiello, 1908

### Bologna
- Rekonstruktion des historischen Stadtzentrums, 1920–1930
- Torre Maratona des Stadio Littoriale, 1920er Jahre
- Brunnen[4] vor dem Bahnhof Bologna Centrale (1934; durch Bomben 1944 zerstört)
- Aula Magna der Universität Bologna im Palazzo Poggi[5]

### Vinci
- Rekonstruktion des Geburtshauses von Leonardo da Vinci, 1940–1950

### Salsomaggiore Terme
- Chiesa di San Vitale, 1929

### Ravenna
- Palazzo della Provincia, 1928[6]
- Zona del Silenzio, Piazza San Francesco, 1932

## Veröffentlichungen
- Documentari Atheneum
- Italia monumentale e pittoresca
- Costruzioni e progetti
- Ricostruzioni e restauri
- Leonardo urbanista e architetto
- Giulio Ulisse Arata: Mittelalterliche Städte der Toskana (= Die Sammlung Parthenon). H. E. Günther Verlag, Berlin 1941.
- Giulio Ulisse Arata: Mittelalterliche Architektur in Sizilien (= Die Sammlung Parthenon). Hans E. Günther Verlag, Berlin 1942.